# Lophozosterops
Lophozosterops is een overbodig gemaakt geslacht binnen de familie brilvogels en telde 5 soorten.
Uit later uitgevoerd DNA-onderzoek bleken de soorten sterk verwant met de soorten uit het geslachte Heleia, Daarom zijn deze soorten aan dit geslacht toegevoegd.

## Soorten
- Heleia dohertyi synoniem: Lophozosterops dohertyi – Doherty's bergbrilvogel
- Heleia goodfellowi synoniem: Lophozosterops goodfellowi – mindanaobergbrilvogel
- Heleia javanica  synoniem: Lophozosterops javanicus – Mees' bergbrilvogel
- Heleia pinaiae  synoniem: Lophozosterops pinaiae – cerambergbrilvogel
- Heleia squamiceps synoniem: Lophozosterops squamiceps – sulawesibergbrilvogel
- Heleia superciliaris synoniem: Lophozosterops superciliaris – floresbergbrilvogel

Apalopteron · Chlorocharis · Cleptornis · Heleia · Lophozosterops · Madanga · Megazosterops · Oculocincta · Rukia · Tephrozosterops · Woodfordia · Zosterops · Zosterornis